# Ramazuri
Ramazuri ist eine österreichische Ska-Punk-Band aus Deutschkreutz im Burgenland.

## Geschichte
Die Band war zunächst unter dem Namen Reckless als Punk-Rock-Band aktiv, eine EP wurde produziert.
Als erstes Album wurde „Avast me hearties“, mit größtenteils englischen Texten veröffentlicht. Danach gab es einige Besetzungswechsel.
Im Jahr 2009 wurde der Frontmann Christian „Wimmsy“ Wimmer ausgewechselt und es wurden ausschließlich deutschsprachige Texte gesungen. Am 19. August 2011 veröffentlichte die Band ihr Album Der Tragödie ärgster Teil bei Wolverine Records, die Aufnahmen begannen im August 2010.
Im Jahr 2009 spielte die Band beim Picture on festival. 2012 spielte die Band unter anderem auf den „Seewinkel Noise Festival“ in Tadten, dem „Get UP Festival“ in Mistelbach und bei „OPEN chAIRity“ in Eisenstadt.
Mit ihrem Video zum Lied Hawaii aus dem Album Der Tragödie ärgster Teil hat sich die Band 2012 für einen ClipAward 2012 beworben. Das Video wird beim österreichischen Fernsehsender für Musikvideos gotv gespielt.
Die Band gewann den burgenländischen Bandwettbewerb „America is Waiting“. Beim österreichweiten Bandwettbewerb Local Heroes erreichten sie 2009 den dritten Platz.
Die Band gab 2018 ihre Auflösung bekannt und spielte im September 2018, mit der aktuellen Besetzung sowie ehemaligen Bandmitgliedern, zwei Abschiedskonzerte in Wien und Mannersdorf an der Rabnitz.
2023 spielte Ramazuri ein Konzert am Croatisada Festival in Großwarasdorf, unweit der Heimatgemeinden der Bandmitglieder. Seit März 2025 (ausverkauftes Konzert am 29.3.2025 Arena Wien) gibt es Ramazuri offiziell wieder und mit Dubai ist auch eine neue Single erschienen. Ein weiterer Auftritt war am Picture On Festival 2025, zur Jubiläumsausgabe (25 Jahre PictureOn).

## Diskografie
- 2011: Der Tragödie ärgster Teil (Wolverine Records)
- 2015: Antihelden (LifeLovesYou Records)